# 比康 (愛荷華州)
比康（英語：Beacon）是一個位於美國愛荷華州馬哈斯卡縣的城市。

## 地理
比康的座標為41°16′33″N 92°40′51″W / 41.27583°N 92.68083°W，而該地的平均海拔高度為231米（即758英尺）。

## 人口
根據2010年美國人口普查的數據，比康的面積為2.59平方千米，當中陸地面積為2.59平方千米，而水域面積為0.00平方千米。當地共有人口494人，而人口密度為每平方千米190人。